# Пітер Коллінз
Пітер Джон Коллінз (англ. Peter John Collins), (нар. 6 листопада 1931 — пом. 3 серпня 1958) — британський автогонщик. Дебютував у чемпіонаті Формули-1 в 1952 році і здобув 3 перемоги в Гран-прі. Загинув, беручи участь в Гран-прі Німеччини 1958 року.